# Грицик Михайло Іванович
Грицик Михайло Іванович (нар. 19 лютого 1917 року в селі Нове Поріччя Городоцького району Хмельницької області — 14 грудня 2008 року, там же) — український педагог, заслужений учитель України, відмінник народної освіти України.

## Життєпис
Народився 19 лютого 1917 року в селі Нове Поріччя Городоцького району Хмельницької області.
У 1933 році закінчив семирічку і вступив до Кам'янець-Подільського педінституту, який закінчив у 1936 році. З 1936 по 1986 рр. на педагогічній роботі. З 1940 по 1945 рр. в армії на фронтах Великої Вітчизняної війни. Фронтовими дорогами пройшов від Львова до Сталінграда через Курську, Корсунь-Шевченківську битви, бої на Дніпрі, через Румунію до Польщі. У серпні 1944 року важко поранений в боях під Варшавою. Офіцер-танкіст, нагороджений орденами і медалями, інвалід війни І групи.

## Педагогічна діяльність
Відмінник народної освіти України, нагороджений медаллю Макаренка. З лютого 1945 року до 1986 року на педагогічній роботі. Останні роки працював директором школи рідного села. З квітня 1956 року — заслужений учитель України, має особливі заслуги перед Україною.

## Творча діяльність
Перший вірш «Місто» опублікований 1932 року в журналі"Піонерія". Друкувався у фронтових, обласних та місцевих газетах. Деякі вірші надруковані в народнопоетичній збірці «З-понад Смотрича» та кілька віршів покладені на музику.     Вийшли збірки поезій: «Вклонись Україні»-1998 р., «Салют Перемоги»-1999 р., «На зустріч долі»-2000 р., «Межа тисячоліть»-2001 р.. «Жива легенда»-2006 р., «Калинові китайки»-2007 р.
Помер 14 грудня 2008 року. Похований у селі.